# Púrpura (sintoma)
Púrpura é o aparecimento de descolorações vermelhas ou roxas na pele, causada por sangramentos subcutâneos. Pequenos pontos são chamados de petéquias, enquanto os maiores são chamados de equimoses.
É comumente associado ao tifo, mas pode também estar presente em meningites.

## Classificação
Púrpura é um sinal comum e inespecífico, entretanto o mecanismo que a causa geralmente envolve:
- Distúrbios nas plaquetas:
  - Púrpura trombocitopênica primária;
  - Púrpura trombocitopênica secundária.
- Distúrbios vasculares:
  - Lesões microvasculares, como observadas nas púrpuras senis (de idosos), nos quais vasos sanguíneos são lesados mais facilmente;
  - Estados hipertensos;
  - Vasculite, como no caso da púrpura de Henoch-Schönlein.
- Distúrbios na coagulação
  - Coagulação intravascular disseminada (DIC).